# Love Not Loving You
Love Not Loving You è un singolo della cantante britannica Foxes, pubblicato il 20 maggio 2020 come primo estratto dal secondo EP Friends in the Corner EP.

## Pubblicazione
Il singolo ha segnato il ritorno sulle scene di Foxes; si tratta infatti della sua prima uscita musicale dall'album All I Need del 2016, dopo oltre quattro anni di pausa.

## Video musicale
Il video musicale, diretto da Rauri Cantelo, è stato reso disponibile in concomitanza con l'uscita del singolo.

## Tracce
1. Love Not Loving You – 3:34